# Abdallah Ali Mohamed
Abdallah Ali Mohamed (Moroni, 11 aprile 1999) è un calciatore comoriano, centrocampista dell'Istres e della nazionale comoriana.

## Caratteristiche tecniche
È un trequartista.

## Carriera

### Nazionale
Ha esordito con la nazionale comoriana il 4 giugno 2017 in occasione di un'amichevole persa 2-0 contro il Togo; è stato convocato per la Coppa delle nazioni africane 2021.

## Statistiche

### Cronologia presenze e reti in nazionale
| Cronologia completa delle presenze e delle reti in nazionale ― Comore | Cronologia completa delle presenze e delle reti in nazionale ― Comore | Cronologia completa delle presenze e delle reti in nazionale ― Comore | Cronologia completa delle presenze e delle reti in nazionale ― Comore | Cronologia completa delle presenze e delle reti in nazionale ― Comore | Cronologia completa delle presenze e delle reti in nazionale ― Comore | Cronologia completa delle presenze e delle reti in nazionale ― Comore | Cronologia completa delle presenze e delle reti in nazionale ― Comore |
| Data                                                                  | Città                                                                 | In casa                                                               | Risultato                                                             | Ospiti                                                                | Competizione                                                          | Reti                                                                  | Note                                                                  |
| --------------------------------------------------------------------- | --------------------------------------------------------------------- | --------------------------------------------------------------------- | --------------------------------------------------------------------- | --------------------------------------------------------------------- | --------------------------------------------------------------------- | --------------------------------------------------------------------- | --------------------------------------------------------------------- |
| 04-06-2017                                                            | Marsiglia                                                             | Togo                                                                  | 2 – 0                                                                 | Comore                                                                | Amichevole                                                            | -                                                                     | 63’                                                                   |
| 06-10-2017                                                            | La Marsa                                                              | Mauritania                                                            | 0 – 1                                                                 | Comore                                                                | Amichevole                                                            | -                                                                     | 55’                                                                   |
| 24-1-2022                                                             | Yaoundé                                                               | Camerun                                                               | 2 – 1                                                                 | Comore                                                                | Coppa d'Africa 2021 - Ottavi di finale                                | -                                                                     | 52’                                                                   |
| 24-3-2023                                                             | Bouaké                                                                | Costa d'Avorio                                                        | 3 – 1                                                                 | Comore                                                                | Qual. Coppa d'Africa 2023                                             | -                                                                     | 66’                                                                   |
| 28-3-2023                                                             | Moroni                                                                | Comore                                                                | 0 – 2                                                                 | Costa d'Avorio                                                        | Qual. Coppa d'Africa 2023                                             | -                                                                     | 68’                                                                   |
| Totale                                                                |                                                                       | Presenze                                                              | 5                                                                     |                                                                       | Reti                                                                  | 0                                                                     |                                                                       |